# Urtenen-Schönbühl
Urtenen-Schönbühl est une commune suisse du canton de Berne, située dans l'arrondissement administratif de Berne-Mittelland.

Photo aérienne par Walter Mittelholzer (1925)

## Géographie
Urtenen-Schönbühl se trouve à 10 km à vol d'oiseau au nord-est de la ville de Berne, sur le Plateau suisse, à 525 m d'altitude.
Le territoire de la commune s'étend sur 7,2 km2 dans la vallée de l'Urtenen (un affluent de l'Emme), entre les contreforts du plateau de Rapperswil au nord-ouest et la colline du Bantiger au sud. Il est bordé par des forêts au nord et à l'ouest et par des collines boisées au sud-est. La partie nord du Moossee en fait aussi partie. Le point culminant (760 m) se trouve dans la chaîne de collines boisées de Grauholz (théâtre de la bataille de Grauholz).
En 2018, la commune comptait 44,3 % de surfaces agricoles, 30,4 % de surfaces boisées, 20,4 % de surfaces d'habitat et d'infrastructures et 4,9 % de surfaces improductives.
Elle comprend le village historique d'Urtenen (à 525 m d'altitude), qui s'étend sur les deux bassins de l'Urtenen, la localité plus récente de Schönbühl (à 538 m d'altitude), située au sud-est de cette dépression au pied des collines boisées de Grauholz, et différents quartiers d'habitation et zones industrielles.
Les communes limitrophes sont Jegenstorf, Mattstetten, Bolligen, Moosseedorf et Wiggiswil.

## Toponymie
La plus ancienne occurrence du toponyme, Urtinun, date de 1249. Il s'agirait d'un diminutif celte  contenant la racine urd (qui signifie rivière pierreuse ou courant rapide, racine qu'on retrouve dans la rivière belge de l'Ourthe et le village du même nom). Selon une autre interprétation, le suffixe serait dérivé du celte dubum (qui signifie lieu fortifié). 
Urtenen désigne en tout état de cause un petit village au bord de l'eau, tandis que Schönbühl signifie "belle colline" en allemand. On pourrait donc s'aventurer à franciser le nom de la commune en  Bordeau-Jolimont (ou, en s'inspirant de la localité belge précitée, en Ourthe-Beaumont ou Outrimont).

## Héraldique
| Armes de Urtenen-Schönbühl | Les armes de la commune se blasonnent ainsi : D'argent, chapé-ployé de sable, à la croix latine pattée d'argent (trad.). |

Les armoiries de la commune sont mentionnées pour la première fois en 1780. La forme actuelle, légèrement modifiée, date de 1920. On suppose que la croix qui figure sur les armoiries est une référence à l'ordre de Saint-Jean, qui possédait une commanderie dans la commune de Münchenbuchsee (à environ 5 km à l'ouest) et probablement de nombreux biens et droits à Urtenen.
Le logo de la commune, utilisé en parallèle, comporte une colline et deux vagues. Le triangle rappelle le paysage vallonné (symbole de présence, de sécurité et de constance), tandis que les deux vagues symbolisent l'harmonie entre les deux parties de la commune et rappellent le ruisseau Urtenen. La dynamique et le mouvement qu'exprime l'ensemble se veulent l'élément fédérateur de la commune.

## Démographie
Urtenen-Schönbühl compte 6 362 habitants (état le 31 décembre 2020), ce qui la classe parmi les communes les plus peuplées du canton de Berne. La croissance de la population s'est fortement accélérée à partir des années 1960 : en l'espace de 30 ans, le nombre d'habitants a plus que triplé. Entre 1990 et 2000, l'augmentation de la population a ralenti, mais elle a connu une hausse de plus de 20 % depuis lors.
En 2018, la commune recensait 18,9 % d'étrangers.
En 2000, 87,4 % de la population indiquait l'allemand comme langue principale, 2,6 % le serbo-croate, 1,6 % l'italien, 1,5 % le français et 1,4 % l'albanais.
Le taux de chômage s'élevait en moyenne à 2,8 % sur l'année 2020 et 5,6 % des résidents bénéficiaient de l'aide sociale.

## Politique
Urtenen-Schönbühl est gouvernée par une Assemblée communale (Gemeindeversammlung) et un Conseil communal (Gemeinderat) de 7 membres (résultat des élections de novembre 2020 : 3 PS, 3 UDC, 1 représentant de l'Alliance du Centre).
Lors de l'élection de 2019 au Conseil national, l'UDC a obtenu 29,7 % des voix, le PS 17,1 %, les Vert'libéraux 10,8 %, le PBD 10,2 %, les Verts 9,8 %, le PLR 8,7 %, le PEV 6,3 %, le PDC 2,2 % et l'UDF 1,3 %.

### Jumelages
- Dačice (Tchéquie), depuis 1993[12]
- Binn (Valais), depuis 2011[13]

## Économie
Jusqu'au XXe siècle et pendant une bonne partie de celui-ci, Urtenen-Schönbühl était un village largement agricole. Aujourd'hui (état le 1er janvier 2020), la commune compte près de 3 500 emplois et seule 1,2 % de sa population active travaille encore dans le secteur primaire (essentiellement cultures, production laitière et sylviculture). Environ 17 % des actifs travaillent dans le secteur secondaire (industrie), tandis que le secteur tertiaire (services) rassemble plus de 81 % de la main-d’œuvre.
Urtenen-Schönbühl s'est transformée en une commune de l'agglomération de Berne, à laquelle elle est extrêmement bien reliée. Plusieurs grands distributeurs (notamment la société coopérative Migros-Aar) et entreprises de services y ont établi leur siège. Depuis le début des années 1970, de larges zones commerciales et industrielles se sont développées à Schönbühl et dans le triangle formé par Urtenen, Moosseedorf et Schönbühl. Elles accueillent des entreprises des secteurs de la construction et des transports, des technologies de l'information, de l'industrie électronique et de la transformation du bois, ainsi que des ateliers mécaniques et graphiques. La commune abrite également un centre thermal de plus de 600 m2, le Solbad (inauguré en 1978), une clinique pour les animaux et une caserne où se trouve le Centre de compétences du service vétérinaire et des animaux de l‘armée. Une auberge imposante (Hotel Landgasthof Schönbühl) s'élève à mi-chemin entre la gare CFF et la gare RBS. Exploitée par la même famille depuis 5 générations, elle constituait une étape importante pour rejoindre Berne les jours de marché lorsque la ligne de chemin de fer s'arrêtait à Schönbühl.
Urtenen-Schönbühl offre certes plus d'emplois qu'elle ne compte de travailleurs, mais de nombreux résidents actifs sont aussi des pendulaires qui travaillent dans la ville ou l'agglomération de Berne.

## Transports

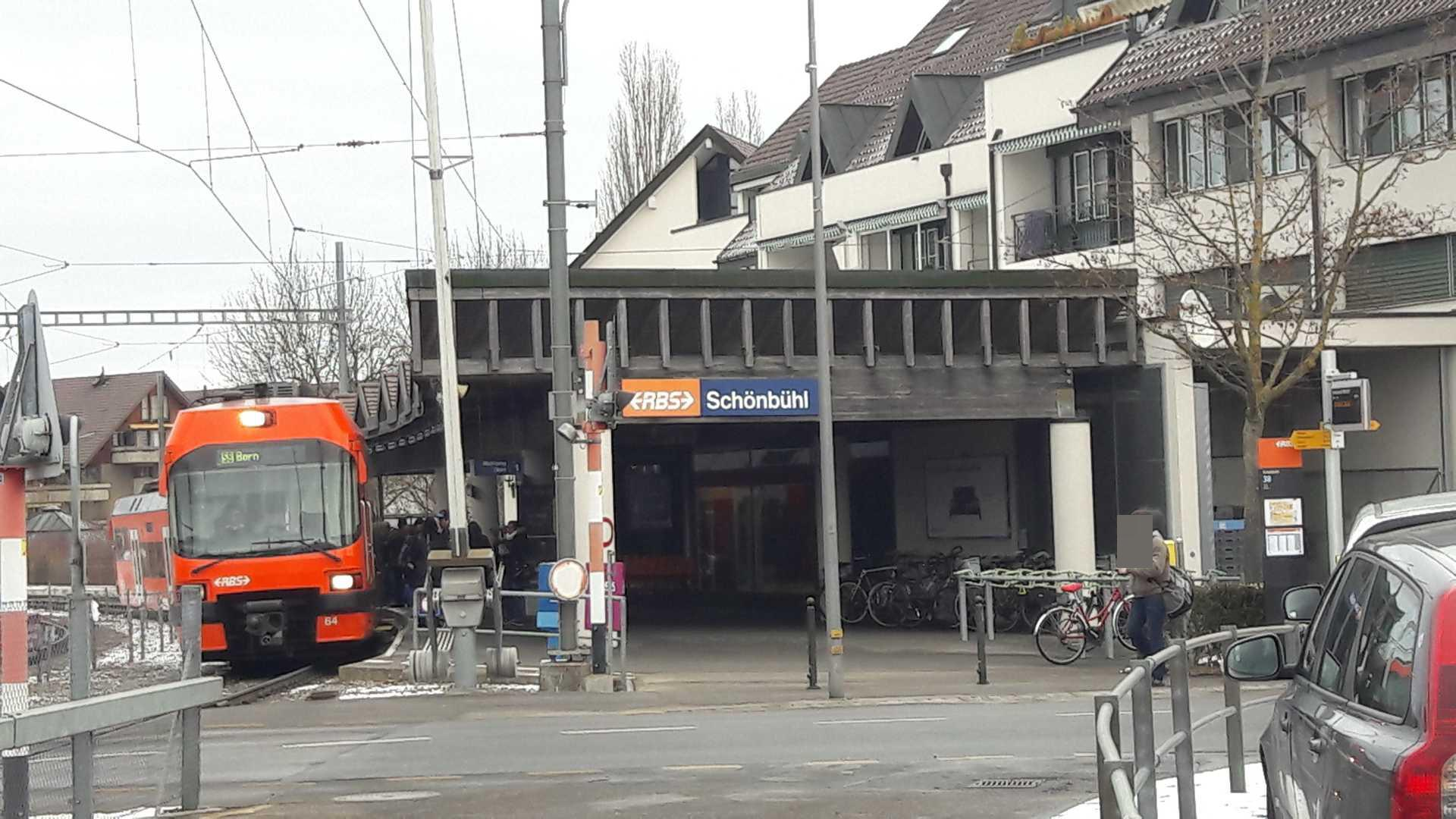
Vue de la gare RBS de Schönbühl

Urtenen-Schönbühl est extrêmement bien reliée au système de transports, mais elle est aussi divisée en plusieurs parties par les principaux axes autoroutiers et ferroviaires qui la traversent. 
Schönbühl est un carrefour routier important depuis le XIXe siècle : la route principale reliant Soleure à Berne (actuelle Route principale 12) y croisait déjà l'ancienne route reliant Zurich à Berne (actuelle Route principale 1). Aujourd'hui, la jonction aux autoroutes A1 (Berne-Zurich) et A6 (Berne-Bienne) se trouve à environ 1 km du centre de la localité. L'échangeur de Schönbühl, où l'A6 rejoint l'A1, se trouve en fait sur le territoire de la commune de Moosseedorf.

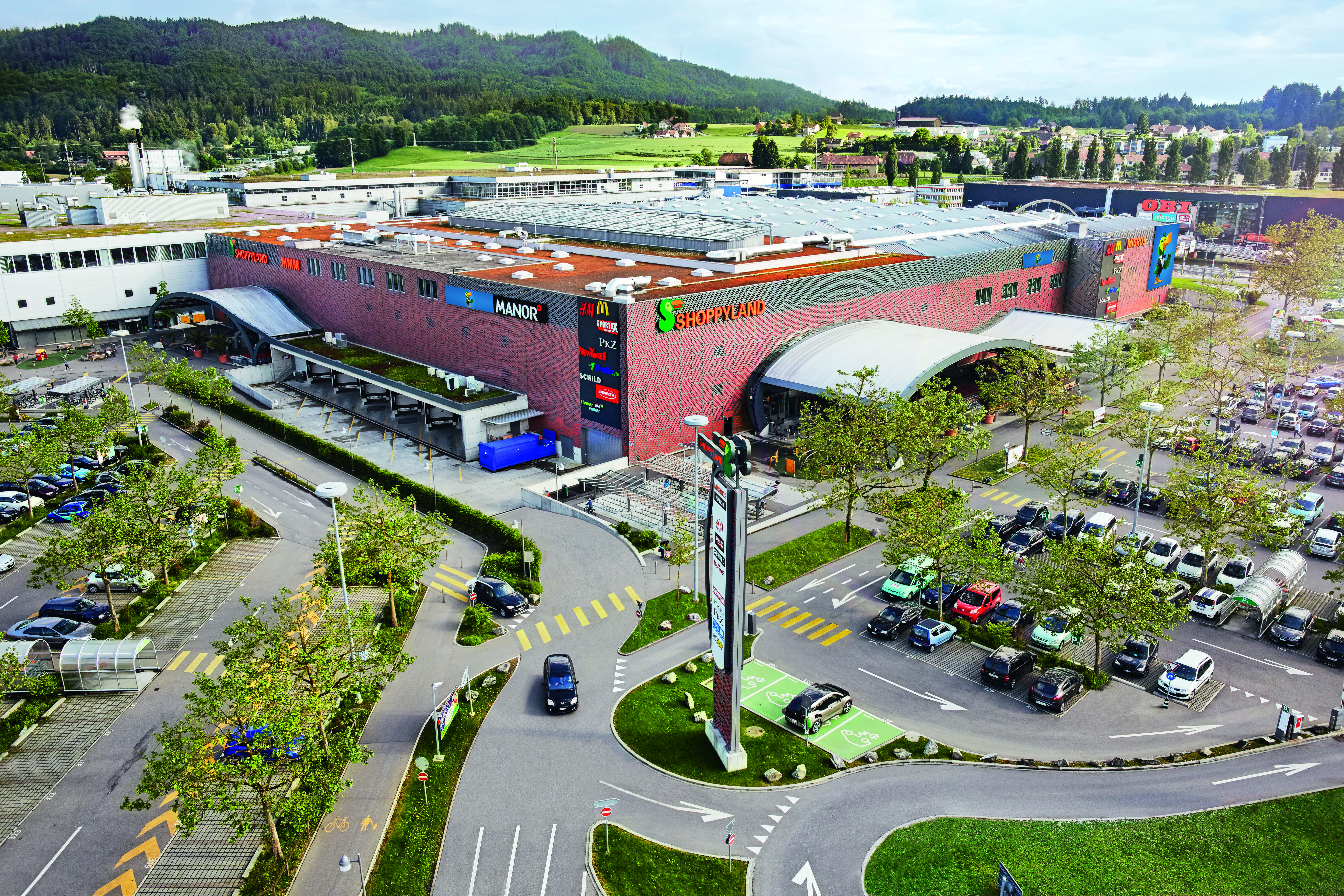
Le centre commercial de Shoppyland en 2017

Inaugurée le 16 juin 1857 en même temps que le tronçon entre Herzogenbuchsee et Berne, la gare de Schönbühl fait partie de la ligne ferroviaire CFF reliant Olten à Berne. La mise en service du tronçon entre Zollikofen et Soleure le 10 avril 1910, qui est aujourd'hui exploité par la compagnie RBS, dote également Urtenen d'une gare. La ligne ferroviaire RBS comporte aussi une gare à Schönbühl et au centre commercial de Shoppyland, où s'arrête le territoire de la commune.
Enfin, une ligne de bus (ligne 38) relie la gare RBS de Schönbühl aux communes de Mattstetten et Bäriswil.

## Histoire
Le territoire de la commune d'Urtenen-Schönbühl a été habité très tôt dans l'histoire : les premières traces de présence humaine dans la région remontent ainsi à 13 500 av. J.-C. Des fouilles menées dans un tumulus celtique de la forêt de Grauholz, datant de la fin premier âge du fer (750 à 480 av. J.-C.), ont révélé de riches offrandes (bijoux plaqués de feuilles d'or). On a également trouvé des vestiges romains au bord du lac de Moossee.
La plus ancienne mention de la localité dans un document date de 1249, sous le nom de Urtinun. Il connaît par la suite plusieurs variations : Hurtinun (1253), Urtinon (1256), Uertinon (1262), Urtina (1264), Urthinun (1270) et enfin Urtenen (1303). Le terme désignait probablement des habitations situées près d'un passage sur la rivière (voir Catégorie:Toponymie).
Depuis le Moyen Âge, Urtenen formait une petite seigneurerie placée sous la suzeraineté des comtes de Kybourg. Au cours des siècles, la seigneurerie passa entre plusieurs mains. Sous les Bernois (depuis 1406), le village dépendait de la juridiction de Zollikofen. Après la chute de l'Ancien Régime (1798), Urtenen dépendit du district de Zollikofen pendant la République helvétique, puis du bailliage de Fraubrunnen à partir de 1803 (date de l'Acte de Médiation), lequel devint un district administratif avec la nouvelle constitution de 1831.
La localité a connu une série d'inondations (1780, 1855, 1917) avant l'abaissement du cours de l'Urtenen et sa canalisation (1944-1946).
Schönbühl, qui a toujours été rattaché à Urtenen, n'a longtemps été qu'un hameau. Ce n'est qu'avec la construction de la nouvelle route de Berne en direction de Zurich qu'il a gagné en importance en attirant commerces et industries.
Après la Bataille des Ardennes en 1944, de nombreux soldats français furent internés en Suisse. Une compagnie d'environ 120 hommes séjourna ainsi à Urtenen.
L'inauguration d'un nouveau centre du village en 1987 visait à donner une unité territoriale à Urtenen et Schönbühl, qui constituaient des localités largement distinctes jusque-là. Ce centre rassemble autour d'une place dotée d'une fontaine le bâtiment de l'hôtel de ville (qui abrite l'ensemble de l'administration communale, mais aussi un bar, une salle de conférences et de concert disposant de 350 places assises et une bibliothèque publique), un office de La Poste, un supermarché, un poste de police, une pizzeria, une boulangerie, un kiosque à journaux, plusieurs cabinets médicaux et d'autres commerces. On a construit à proximité un EMS et un complexe scolaire pour les degrés primaires et secondaires.
Le 18 décembre 2001, l'Assemblée communale a décidé de changer le nom de la commune, qui s'appelait encore Urtenen, en Urtenen-Schönbühl. Le changement est entré en force en 2003.

## Patrimoine

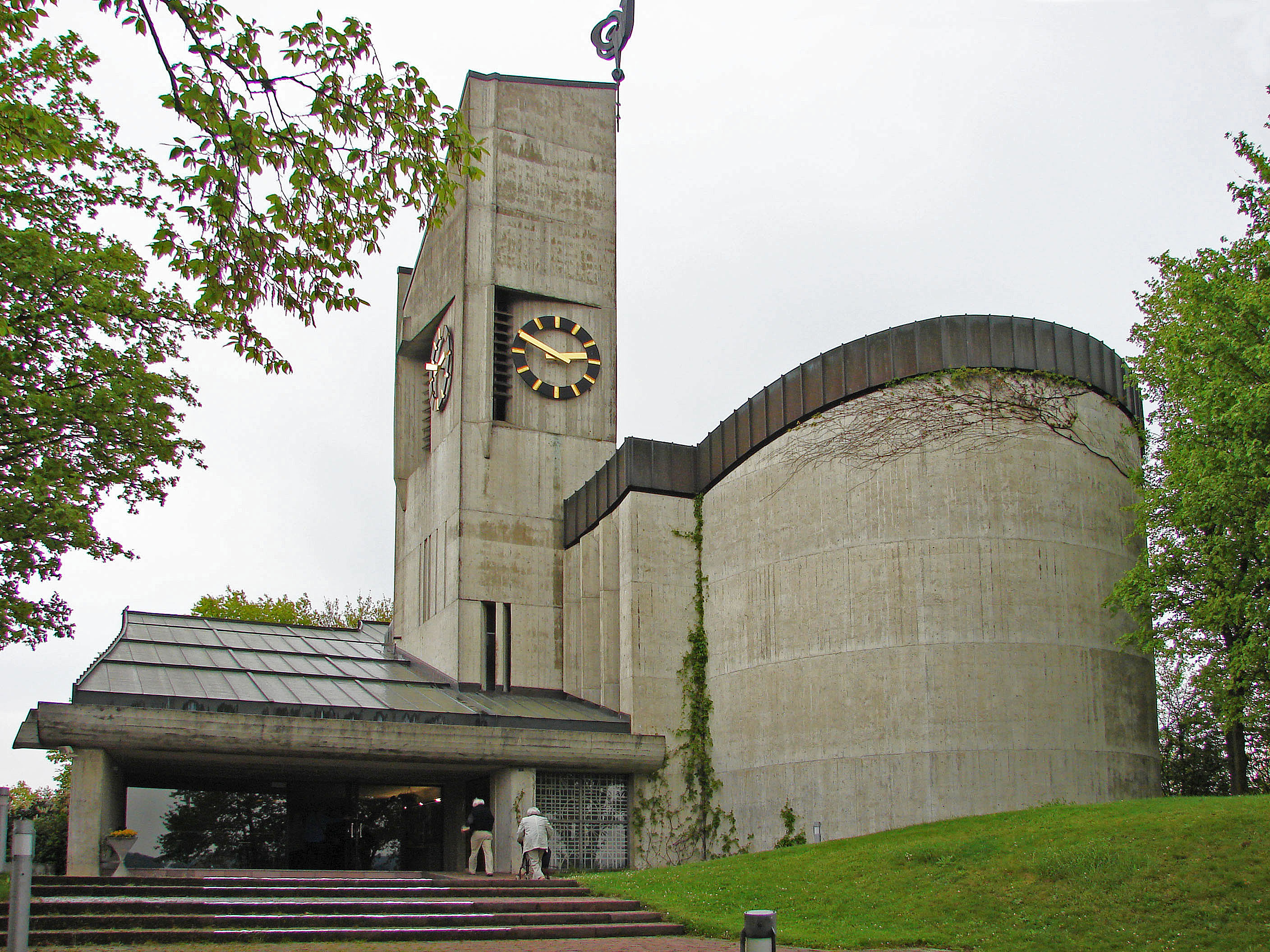
Vue extérieure de l'église réformée

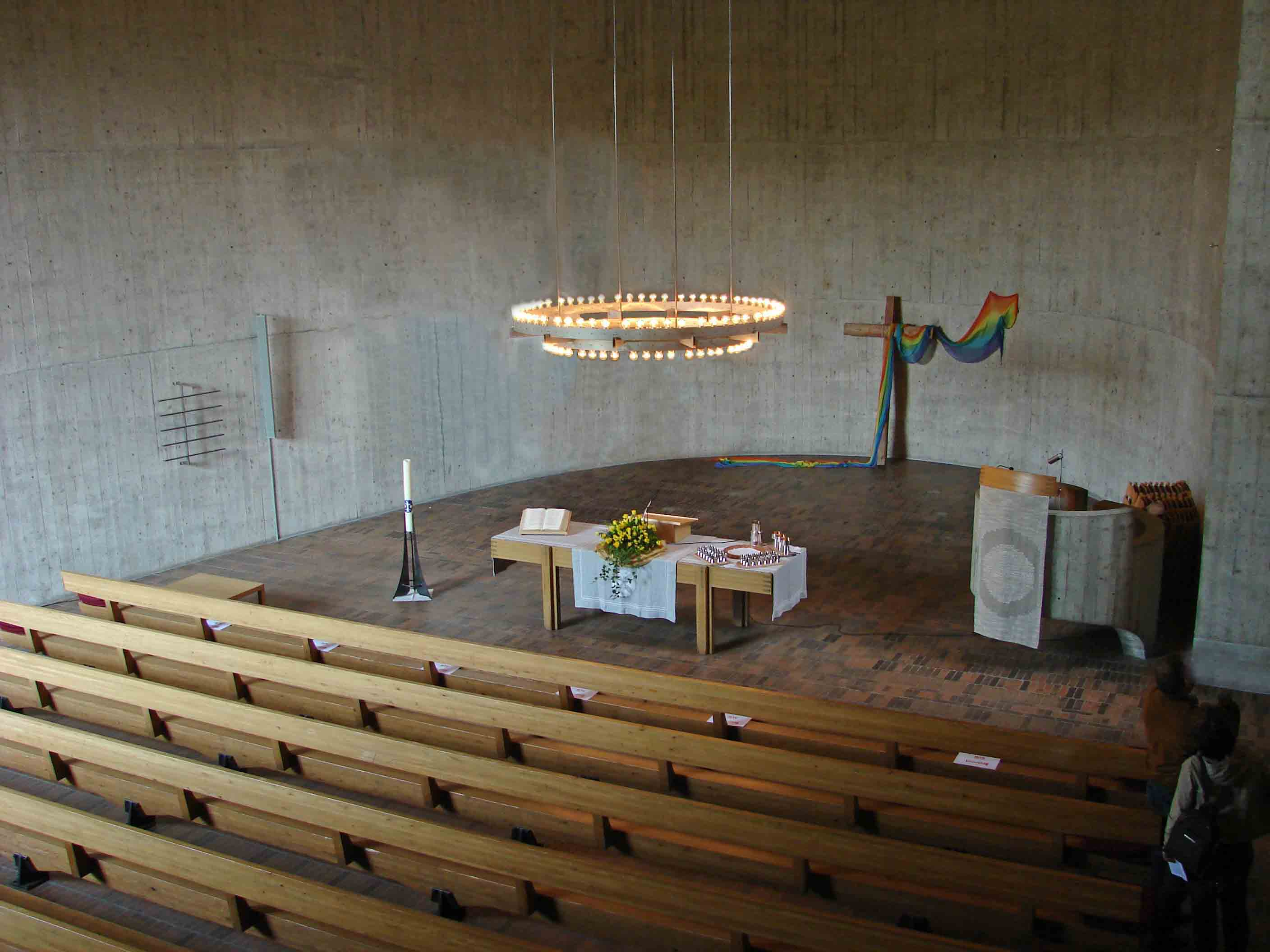
Vue du chœur de l'église réformée

Construite en béton léger entre 1965 et 1968, l'église réformée conçue par l'architecte local Edwin Rausser s'élève sur une petite moraine glaciaire au sud d'Urtenen (colline de Lee), sur laquelle un cimetière avait déjà été aménagé en 1950.
On peut encore admirer quelques fermes des XVIIIe et XIXe siècles dans le vieux centre d'Urtenen. Une liste des constructions présentant un intérêt historique ou architectural (avec leur photographie) est publiée sur le site de la commune.